# Lew Wallace

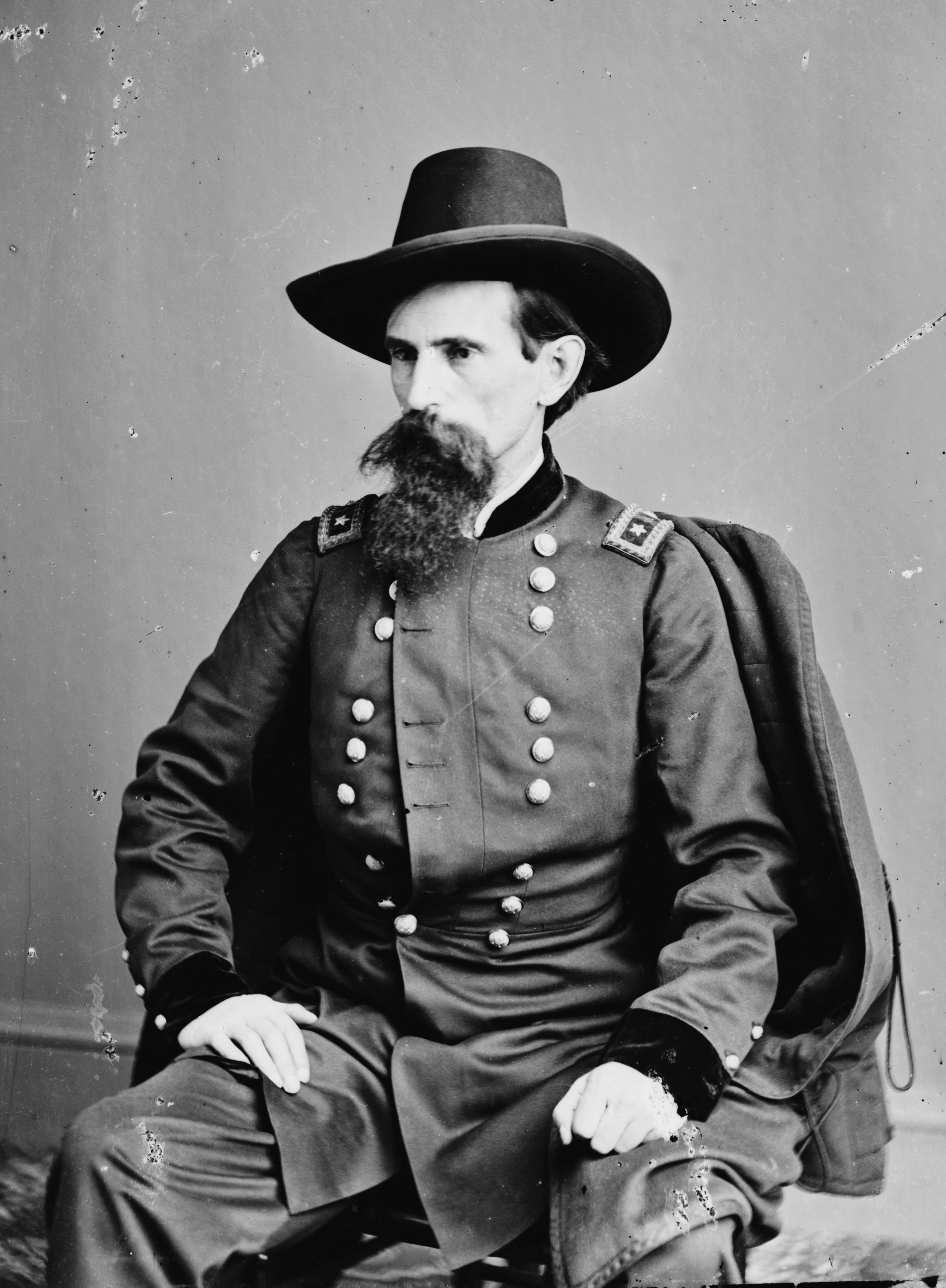
Lew Wallace někdy v období 1855–1865 (fotografie: Mathew Brady a Levin Handy)

Generál Lewis Wallace (10. dubna 1827 Brookville, Indiana – 15. února 1905 Crawfordsville, Indiana) byl americký právník, voják, státník a spisovatel.
Za Americké občanské války bojoval na straně Unie a dosáhl hodnosti generálmajora, jeho nejdůležitějším úspěchem byla zdržovací bitva na řece Monocacy, kde jej sice podstatně silnější jednotky generála Earlyho porazily, avšak zabralo jim to příliš mnoho času, takže nemohly splnit svůj cíl – obsadit hlavní město Unie před příchodem hlavních vojsk seveřanů.
V letech 1878–1881 byl guvernérem teritoria Nové Mexiko, v letech 1881–1885 ambasadorem USA u Osmanské říše.
Je autorem řady knih, z nichž nejúspěšnější je román Ben Hur: Příběh Kristův (1880), který se s 50 miliony prodanými výtisky řadí k nejúspěšnějším bestsellerům historie.

## Život
Lew Wallace byl synem vojáka a politika Davida Wallace (guvernéra státu Indiana v letech 1837–1840) a jeho první ženy Esther French Test. Po smrti Esther se jeho otec v roce 1836 znovu oženil, Lewisovou druhou matkou se stala Zerelda Gray Sanders, vůdčí postava hnutí sufražetek a vášnivá zastánkyně prohibice.
Lewis vystudoval práva a v čase mexicko-americké války sloužil jako důstojník u indianské milice, jeho jednotka se ovšem bojů neúčastnila. Dne 6. května 1852 se oženil se Susan Arnold Elston (1830–1907), z jejich svazku vzešel syn Henry Lane. Susan byla nadanou básnířkou a spisovatelkou, která psala dávno před tím, než se k psaní na její naléhání odhodlal sám Lewis. Jeho žena mu pak byla při psaní velkou pomocnicí a oporou, když pročítala a připomínkovala jeho díla a dohlížela na jejich vydávání.

### Americká občanská válka
Hlavní část Wallaceovy vojenské kariéry spadá do období Americké občanské války. Jako syn prominentního vojáka a politika měl rozsáhlé konexe, které mu usnadňovaly postup. Na počátku války byl dosazen na pozici adjutant general státu Indiana (de facto velitel ozbrojených sil státu) a vedl rozšiřování a reorganizaci indiánských jednotek. Dne 25. dubna 1861 se stal plukovníkem a 9. září téhož roku brigadýrem dobrovolníků.
V únoru 1862 se podílel na Grantových akcích okolo Fort Henry a Fort Donelson, kde si vydobyl hodnost generálmajora a velení divizi, jeho strmá vojenská kariéra však vzápětí poté utrpěla smrtelnou ránu během bitvy o Shiloh. Nesmyslné přesuny jeho jednotky, která nejprve nesplnila Grantovy rozkazy, a poté nedokázala využít faktu, že se čirou náhodou ocitla v týlu konfederačních sil, byly hrubě odsouzeny Grantem i dalšími důstojníky a uzavřely Wallaceovi cestu k dalšímu povýšení. Zda se tak stalo zaslouženě, je dodnes diskutovanou otázkou. Wallace sám odmítl Grantovo obviňování své osoby z neschopnosti a neplnění rozkazů a tvrdil, že Grant vydal pro jeho jednotku vágní, nesmyslné a nepřesné rozkazy a před veřejností na něj svrhl své vlastní chyby.
Wallace byl po Shilohu přemístěn na méně exponovaná válčiště, kde si vedl vzorně. Na podzim 1862 organizoval obranu Cincinnati, kde jeho opevňovací práce udělaly na konfederační síly takový dojem, že se útoku na město vzdaly. Vrchol Wallaceovy kariéry válečníka představovala zdržovací bitva na řece Monocacy, v níž 9. července 1864 dokázal na celý den zdržet postup dvaapůlkrát silnější konfederační armády generála Earlyho, které tak znemožnil napadnout slabě chráněný Washington ještě před příchodem posil vyslaných Grantem. Tento významný úspěch, který veřejně ocenil i Grant, však na oživení Wallaceovy kariéry nestačil – Wallace stále tvrdě odmítal zodpovědnost za Shiloh a veřejně v této souvislosti obviňoval Granta. Takto veřejný spor s vrchním velitelem pochopitelně sám o sobě znemožňoval zahlazení této otázky a další Wallaceův postup (oba protagonisté si svá stanoviska podrželi nezměněná až do smrti).
Wallace poté nějakou dobu působil ve vojenském soudnictví, v roce 1865 armádu opustil, poté organizoval neoficiální vojenskou pomoc, kterou Spojené státy poskytovaly mexickým silám bojujícím od roku 1864 s francouzskými intervenčními jednotkami.

### Politická kariéra
Po svém působením v Mexiku se Wallace soustředil na politickou kariéru a zároveň začal psát a publikovat. Vrchol jeho politické i tvůrčí kariéry přišel v druhé polovině 70. let. V letech 1878–1881 byl guvernérem teritoria Nové Mexiko, v tomto úřadu mimo jiné nabídl guvernérskou milost řadě osob angažujících se v tzv. válce v Lincolnově okresu. Měla se vztahovat i na Billyho the Kida, který však posléze pokračoval ve zločinecké dráze, a proto byla pro jeho osobu stažena. Jako guvernér Wallace sepsal a v roce 1880 publikoval svůj román Ben Hur: Příběh Kristův (v originálu Ben-Hur: A Tale of the Christ), který je nejprodávanějším románem sepsaným v 19. století a stal se předmětem řady filmových, divadelních a rozhlasových adaptací. V letech 1881–1885 byl americkým vyslancem v Osmanské říši.
Lewis Wallace se na sklonku života vrátil do Indiany a usídlil se v Crawfordsville. Tam 15. února 1905 zemřel na rakovinu a byl pochován na Oak Hill Cemetery. V roce 1910 byla jeho socha zařazena do National Statuary Hall Collection v Kapitolu.

## Dílo

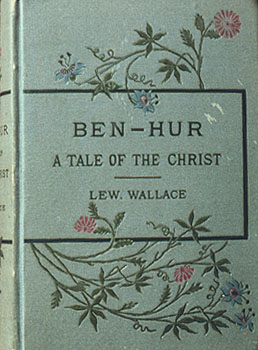
Ben Hur: Příběh Kristův, první vydání

- The Fair God; or, The Last of the 'Tzins: A Tale of the Conquest of Mexico (Boston: James R. Osgood and Company), 1873.
- Commodus: An Historical Play ([Crawfordsville, IN?]: privately published by the author), 1876. (revised and reissued again in the same year)
- Ben-Hur: A Tale of the Christ (New York: Harper & Brothers), 1880; česky vyšlo jako Ben Hur: Příběh Kristův
- The Boyhood of Christ (New York: Harper & Brothers), 1888.
- Life of Gen. Ben Harrison (bound with Life of Hon. Levi P. Morton, by George Alfred Townsend), (Cleveland: N. G. Hamilton & Co., Publishers), 1888.
- Life of Gen. Ben Harrison (Philadelphia: Hubbard Brothers, Publishers), 1888.
- Life and Public Services of Hon. Benjamin Harrison, President of the U.S. With a Concise Biographical Sketch of Hon. Whitelaw Reid, Ex-Minister to France [by Murat Halstad] (Philadelphia: Edgewood Publishing Co.), 1892.
- The Prince of India; or, Why Constantinople Fell (New York: Harper & Brothers Publishers), 1893. 2 volumes; česky vyšlo pod jmény Indický princ: Pád Cařihradu a Pád východního Říma
- The Wooing of Malkatoon [and] Commodus (New York: Harper and Brothers Publishers), 1898.
- Lew Wallace: An Autobiography (New York: Harper & Brothers Publishers), 1906. 2 volumes